# Membrana biológica

Vista em corte transversal das estruturas que podem ser formadas por fosfolipídios em uma solução aquosa.

Uma membrana biológica, biomembrana ou membrana celular é uma membrana seletivamente permeável que separa o interior de uma célula do ambiente externo ou cria compartimentos intracelulares, servindo como uma fronteira entre uma parte da célula e outra. Membranas biológicas, na forma de membranas celulares de eucariotos, consistem em uma bicamada de fosfolipídios com proteínas incorporadas, integrais e periféricas, usadas na comunicação e no transporte de substâncias químicas e íons. A maior parte dos lipídios em uma membrana celular fornece uma matriz fluida para que as proteínas girem e difundam lateralmente para funcionamento fisiológico. As proteínas estão adaptadas ao ambiente de alta fluidez da membrana lipídica com a presença de uma camada de lipídios anular, consistindo de moléculas de lipídios ligadas firmemente à superfície das proteínas integrais de membrana. As membranas celulares são diferentes dos tecidos isolantes formados por camadas de células, como membranas mucosas, membranas basais e membranas serosas.

## Composição

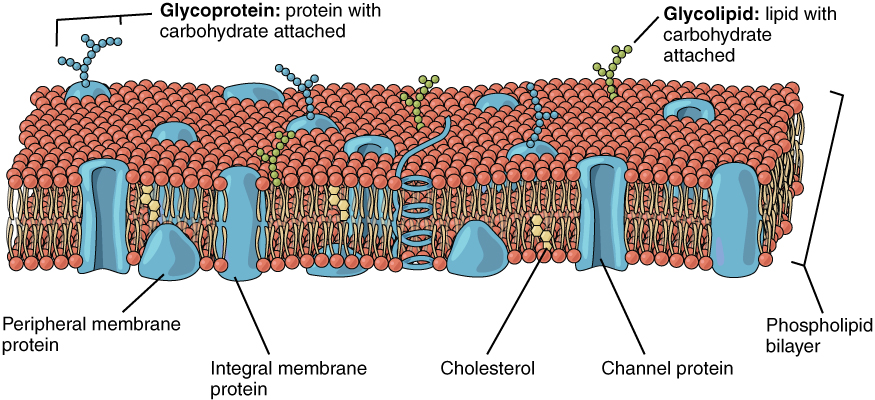
Um modelo de membrana fluida da bicamada lipídica.

A bicamada lipídica consiste em duas camadas - uma folheta externa e uma folheta interna. Os componentes das bicamadas são distribuídos de maneira desigual entre as duas superfícies para criar assimetria entre as superfícies externa e interna. Essa organização assimétrica é importante para funções celulares, como sinalização celular. A assimetria da membrana biológica reflete as diferentes funções das duas folhetas da membrana. Como visto no modelo de membrana fluida da bicamada lipídica, a folheta externa e a folheta interna da membrana são assimétricas em sua composição. Certas proteínas e lipídios repousam apenas em uma superfície da membrana e não na outra.
- Tanto a membrana plasmática quanto as membranas internas têm faces citosólicas e exoplasmáticas.
- Essa orientação é mantida durante o tráfego de membranas - proteínas, lipídios, glicoconjugados que enfrentam o lúmen do retículo endoplasmático e Golgi são expressos no lado extracelular da membrana plasmática. Em células eucarióticas, novos fosfolipídios são produzidos por enzimas ligadas à parte da membrana do retículo endoplasmático que está voltada para o citossol.[5] Essas enzimas, que usam ácidos graxos livres como substratos, depositam todos os fosfolipídios recém-fabricados na metade citosólica da bicamada. Para permitir o crescimento uniforme da membrana como um todo, metade das novas moléculas de fosfolipídios deve ser transferida para a monolâmina oposta. Essa transferência é catalisada por enzimas chamadas flipases. Na membrana plasmática, as flipases transferem seletivamente fosfolipídios específicos, de modo que diferentes tipos se concentram em cada monolâmina.[5]

No entanto, o uso de flipases seletivas não é a única maneira de produzir assimetria em bicamadas lipídicas. Em particular, um mecanismo diferente opera para glicolipídios - os lipídios que apresentam a distribuição mais marcante e consistente em células animais.

### Lipídios
A membrana biológica é composta por lipídios com caudas hidrofóbicas e cabeças hidrofílicas. As caudas hidrofóbicas são caudas de hidrocarbonetos cujo comprimento e saturação são importantes para caracterizar a célula. Balsas lipídicas ocorrem quando espécies de lipídios e proteínas se agregam em domínios na membrana. Isso ajuda a organizar componentes da membrana em áreas localizadas envolvidas em processos específicos, como transdução de sinal.
As células vermelhas do sangue, ou eritrócitos, têm uma composição lipídica única. A bicamada das células vermelhas do sangue é composta por colesterol e fosfolipídios em proporções iguais por peso. A membrana dos eritrócitos desempenha um papel crucial na coagulação do sangue. Na bicamada das células vermelhas do sangue, há a fosfatidilserina. Geralmente, isso está no lado citoplasmático da membrana. No entanto, é virado para a membrana externa para ser usado durante a coagulação do sangue.

### Proteínas
Bicamadas lipídicas contêm diferentes proteínas. Essas proteínas de membrana têm várias funções e características e catalisam diferentes reações químicas. Proteínas integrais abrangem as membranas com diferentes domínios em cada lado. Proteínas integrais têm forte associação com a bicamada lipídica e não podem ser facilmente desligadas. Elas se dissociarão apenas com tratamento químico que rompa a membrana. Proteínas periféricas são diferentes das proteínas integrais, pois têm interações fracas com a superfície da bicamada e podem ser facilmente dissociadas da membrana. Proteínas periféricas estão localizadas apenas em um lado da membrana e criam assimetria de membrana.
| Classe funcional | Exemplo de proteína                                           | Função específica |
| ---------------- | ------------------------------------------------------------- | --- |
| Transportadores  | Bomba sódio-potássio                                          | Bombeia ativamente Na+ para fora das células e K+ para dentro.                                                               |
| Âncoras          | Integrinas                                                    | Liga os filamentos de actina intracelulares às proteínas da matriz extracelular.                                             |
| Receptores       | Receptor de fator de crescimento derivado de plaquetas (PDGF) | Liga-se ao PDGF extracelular e, como consequência, gera sinais intracelulares que fazem com que a célula cresça e se divida. |
| Enzimas          | Adenilato ciclase                                             | Catalisa a produção da molécula de sinalização intracelular AMP cíclico em resposta a sinais extracelulares.                 |

## Oligossacarídeos
Oligossacarídeos são polímeros contendo açúcares. Na membrana, eles podem ser ligados covalentemente a lipídios para formar glicolipídios ou ligados covalentemente a proteínas para formar glicoproteínas. As membranas contêm moléculas de lipídios contendo açúcar conhecidas como glicolipídios. Na bicamada, os grupos de açúcar dos glicolipídios são expostos na superfície celular, onde podem formar ligações de hidrogênio. Glicolipídios fornecem o exemplo mais extremo de assimetria na bicamada lipídica. Glicolipídios desempenham uma vasta variedade de funções na membrana biológica, principalmente de comunicação, incluindo o reconhecimento celular e a adesão célula-célula. Glicoproteínas são proteínas integrais. Elas desempenham um papel importante na resposta imune e na proteção.

## Formação
A bicamada de fosfolipídeos é formada devido à agregação de lipídios de membrana em soluções aquosas. A agregação é causada pelo efeito hidrofóbico, onde as extremidades hidrofóbicas entram em contato umas com as outras e são isoladas da água. Essa disposição maximiza a ligação de hidrogênio entre cabeças hidrofílicas e água, ao mesmo tempo em que minimiza o contato desfavorável entre caudas hidrofóbicas e água. O aumento na ligação de hidrogênio disponível aumenta a entropia do sistema, criando um processo espontâneo.

## Função
Moléculas biológicas são anfifílicas ou anfipáticas, ou seja, são simultaneamente hidrofóbicas e hidrofílicas. A bicamada de fosfolipídeos contém grupos hidrofílicos carregados, que interagem com água polar. As camadas também contêm caudas hidrofóbicas, que se encontram com as caudas hidrofóbicas da camada complementar. As caudas hidrofóbicas são geralmente ácidos graxos que diferem em comprimento. As interações de lipídios, especialmente as caudas hidrofóbicas, determinam as propriedades físicas da bicamada lipídica, como a fluidez.
As membranas nas células normalmente definem espaços ou compartimentos fechados nos quais as células podem manter um ambiente químico ou bioquímico diferente do ambiente externo. Por exemplo, a membrana ao redor dos peroxissomos protege o resto da célula dos peróxidos, substâncias que podem ser tóxicas para a célula, e a membrana celular separa uma célula de seu meio circundante. Os peroxissomos são uma forma de vacúolo encontrada na célula que contém subprodutos de reações químicas dentro da célula. A maioria das organelas é definida por essas membranas e é chamada de organelas delimitadas por membranas.

### Permeabilidade seletiva
Provavelmente, a característica mais importante de uma biomembrana é que ela é uma estrutura seletivamente permeável. Isso significa que o tamanho, a carga e outras propriedades químicas dos átomos e moléculas que tentam atravessá-la determinarão se eles terão sucesso. A permeabilidade seletiva é essencial para a separação eficaz de uma célula ou organela de seu entorno. As membranas biológicas também têm certas propriedades mecânicas ou elásticas que permitem que elas mudem de forma e se movam conforme necessário.
Geralmente, pequenas moléculas hidrofóbicas podem atravessar facilmente as bicamadas de fosfolipídeos por difusão simples.
Partículas que são necessárias para a função celular, mas não conseguem se difundir livremente através de uma membrana, entram através de uma proteína de transporte de membrana ou são captadas por meio de endocitose, onde a membrana permite que um vacúolo se una a ela e empurre seu conteúdo para dentro da célula. Muitos tipos de membranas plasmáticas especializadas podem separar a célula do ambiente externo: apicais, basolaterais, pré-sinápticas e pós-sinápticas, membranas de flagelos, cílios, microvilosidades, filopódios e lamelipódios, a sarcolema das células musculares, bem como membranas especializadas de mielina e espinhas dendríticas de neurônios. As membranas plasmáticas também podem formar diferentes tipos de estruturas "supramembranosas", como caveolas, densidade pós-sináptica, podossoma, invadopódio, desmossomo, hemidesmossomo, adesão focal e junções celulares. Esses tipos de membranas diferem na composição de lipídios e proteínas.
Diferentes tipos de membranas biológicas têm composições diversas de lipídios e proteínas. O conteúdo das membranas define suas propriedades físicas e biológicas. Alguns componentes das membranas desempenham um papel fundamental na medicina, como as bombas de efluxo que bombeiam medicamentos para fora de uma célula.

### Fluidez
O núcleo hidrofóbico da bicamada de fosfolipídeos está constantemente em movimento devido às rotações em torno das ligações das caudas dos lipídios. As caudas hidrofóbicas de uma bicamada se dobram e se encaixam uma nas outras. No entanto, devido à ligação de hidrogênio com a água, os grupos de cabeça hidrofílicos exibem menos movimento, pois sua rotação e mobilidade são limitadas. Isso resulta no aumento da viscosidade da bicamada lipídica mais próxima das cabeças hidrofílicas.
Abaixo de uma temperatura de transição, uma bicamada lipídica perde a fluidez quando os lipídios altamente móveis exibem menos movimento, tornando-se sólidos semelhantes a gel. A temperatura de transição depende de componentes da bicamada de lipídios, como o comprimento da cadeia hidrocarbonada e a saturação de seus ácidos graxos. A fluidez dependente da temperatura constitui um importante atributo fisiológico para bactérias e organismos de sangue frio. Esses organismos mantêm uma fluidez constante modificando a composição de ácidos graxos lipídicos da membrana de acordo com as diferentes temperaturas.
Nas células animais, a fluidez da membrana é modulada pela inclusão do esterol colesterol. Essa molécula está presente em quantidades especialmente grandes na membrana plasmática, onde constitui aproximadamente 20% dos lipídios na membrana em peso. Como as moléculas de colesterol são curtas e rígidas, elas preenchem os espaços entre as moléculas de fosfolipídeos vizinhas deixados pelas curvas de suas caudas de hidrocarboneto insaturado. Dessa forma, o colesterol tende a tornar a bicamada mais rígida, tornando-a mais rígida e menos permeável.
Para todas as células, a fluidez da membrana é importante por muitas razões. Ela permite que as proteínas de membrana se difundam rapidamente no plano da bicamada e interajam entre si, o que é crucial, por exemplo, na sinalização celular. Permite que os lipídios e proteínas de membrana se difundam de locais onde são inseridos na bicamada após sua síntese para outras regiões da célula. Permite que as membranas se fundam entre si e misturem suas moléculas, e garante que as moléculas de membrana sejam distribuídas uniformemente entre as células filhas quando uma célula se divide. Se as membranas biológicas não fossem fluidas, seria difícil imaginar como as células poderiam viver, crescer e se reproduzir. A propriedade de fluidez está no centro do modelo de Helfrich, que permite calcular o custo de energia de uma deformação elástica na membrana.
A propriedade de fluidez está no centro do modelo Helfrich, que permite calcular o custo de energia de uma deformação elástica na membrana.